# Amata pseudoextensa
Amata pseudoextensa är en fjärilsart som beskrevs av Rothschild 1910. Amata pseudoextensa ingår i släktet Amata och familjen björnspinnare. Inga underarter finns listade i Catalogue of Life.